# Offerton (Wielki Manchester)
Offerton – dzielnica miasta Stockport, w Anglii, w hrabstwie Wielki Manchester, w dystrykcie metropolitalnym Stockport. W 2011 roku dzielnica liczyła 13 720 mieszkańców.